# 伊卡萨足球俱乐部
伊卡萨足球俱乐部，巴西塞阿腊州北茹阿泽鲁的一个足球俱乐部。目前参加巴西足球丁级联赛。

## 历史
2011赛季，伊卡萨在乙级联赛中排名第17位，降入丙级联赛。2012赛季，伊卡萨队获得丙级联赛冠军，再次升入乙级联赛。